# Thorictus escorialanus
Thorictus escorialanus là một loài bọ cánh cứng trong họ Dermestidae. Loài này được John miêu tả khoa học năm 1965.